# ويليام إل. ريتشاردز
ويليام إل. ريتشاردز (بالإنجليزية: William L. Richards)‏ هو سياسي أمريكي، ولد في 7 فبراير 1881. حزبياً، نشط في الحزب الجمهوري. وقد انتخب عضو مجلس ولاية ويسكونسن.